# Muston (Leicestershire)
Muston – wieś w Anglii, w hrabstwie Leicestershire, w dystrykcie Melton. Leży 42 km na północny wschód od miasta Leicester i 165 km na północ od Londynu.